# پامچالیان

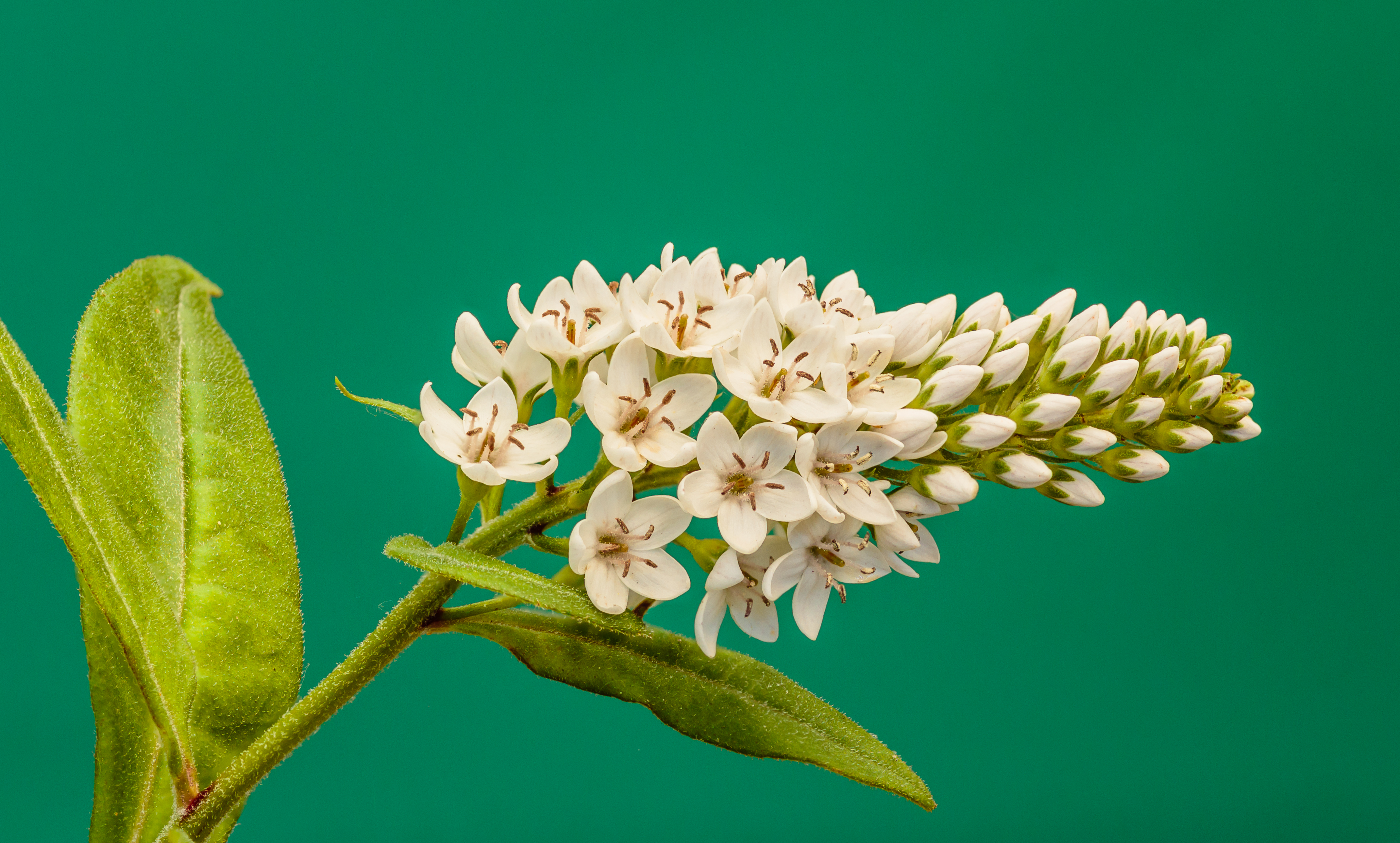
گردن‌غاز سُست (en)، گونه‌ای از گیاهان گُل‌دار است که به طور سنتی در خانوادهٔ پامچالیان، طبقه‌بندی می‌شود. بر اساس یک مطالعهٔ فیلوژنتیک مولکولی به خانوادهٔ تیرهٔ کرگُل منتقل شد، اما این خانواده بعداً در پامچالیان ادغام شدند.

تیره پامچال یا پریمولاسه (Primulaceae) تیره‌ای از گیاهان گلدار هستند.

## گونه‌ها
برخی از گونه‌های مهم:
- پامچال چینی P.sinensis
- پامچال گوشی P.nuricula
- پامچال گل‌درشت P.grandflora
- پامچال باغی P.gardenia
- پامچال زرد P.macrocalyx
- پامچال سرمادوست P.algida
- پامچال هفت‌رنگ P.heterochroma.